# Moosbioreaktor

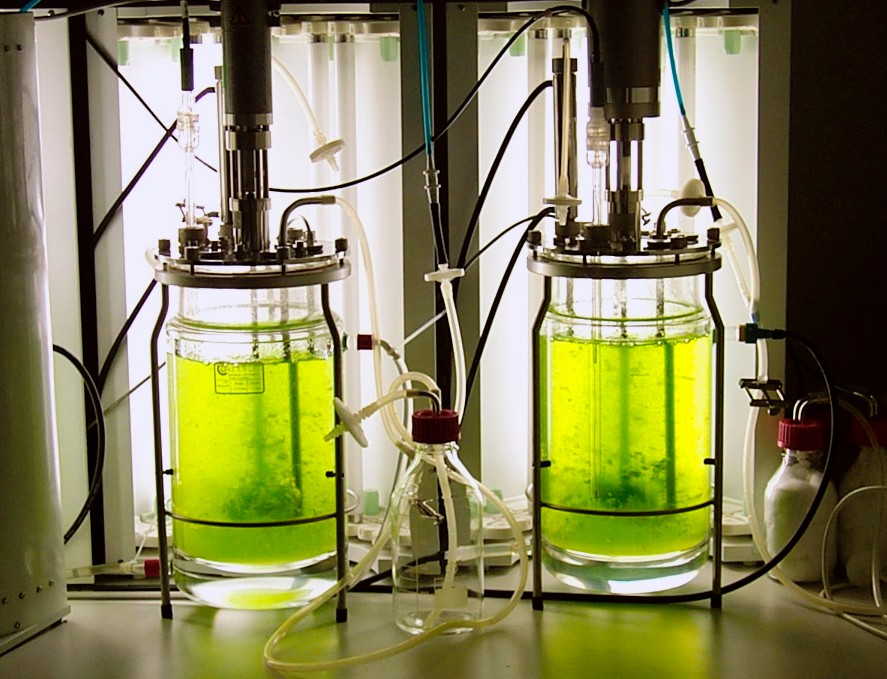
Moosbioreaktor mit Physcomitrella patens

Ein Moosbioreaktor ist eine Sonderform des Photobioreaktors und dient der Anzucht und Kultivierung von Moos. In der Regel wird in einem Moosbioreaktor transgenes Moos zur Produktion von rekombinantem Protein kultiviert. Dieses biotechnologische Verfahren bezeichnet man auch als Molecular Pharming. In der Umweltwissenschaft werden Bioreaktoren genutzt, etwa um Torfmoose zu vermehren, wie in der Mossclone Forschergruppe, um die Luftverschmutzung insbesondere durch Schwermetalle zu überwachen.
Da es sich bei Moosen um relativ genügsame, photoautotrophe Organismen handelt, wurden bereits zu Anfang des 20. Jahrhunderts verschiedene Arten von Moosen in vitro kultiviert. Um den Sicherheitsrichtlinien für den Umgang mit genetisch veränderten Organismen gerecht zu werden und ausreichend Biomasse für experimentelle Untersuchungen gewinnen zu können, wurden in den 1990er Jahren von Ralf Reski erste Bioreaktoren für den Modellorganismus Physcomitrella patens entwickelt.

## Funktionsweise
Einem Moosbioreaktor liegt das Prinzip einer Suspensionskultur zugrunde: Das Moos wird in einem flüssigen, bewegten Nährmedium unter Beleuchtung und Durchlüftung bei konstanter Temperatur kultiviert. Das Kulturmedium – häufig ein Minimalmedium – beinhaltet die zum Wachstum benötigten Nährstoffe und Spurenelemente; der pH-Wert wird durch Zugabe von Säure oder Lauge in das Medium konstant gehalten.
Um einen möglichst starken Zuwachs an Biomasse zu erreichen, wird das Moos im Protonema-Stadium gehalten. Dies geschieht durch kontinuierliches, mechanisches Zerkleinern der wachsenden Protonema-Fäden, beispielsweise mittels rotierender Klingen. Wenn die Dichte der Biomasse einen kritischen Punkt erreicht, kommt es infolge des abnehmenden Nährstoffangebotes und des zunehmenden Gehaltes an pflanzlichen Signalstoffen (Phytohormonen) im Medium zunehmend zur Differenzierung des Protonemas zur eigentlichen „Moospflanze“. Soll die Kultur weitergeführt werden, wird ein Teil der Kultur mit frischem Nährmedium stark verdünnt und neu angesetzt.
Dieses Funktionsprinzip kann, je nach angestrebter Ausbeute, durch verschiedene Formen und Größen von Bioreaktoren realisiert werden. Neben Säulenreaktoren verschiedener Volumina existieren beispielsweise auch Röhrenreaktoren sowie Reaktoren mit wechselbaren Kulturbeuteln aus Kunststoff zur Proteingewinnung in industriellen Maßstäben.

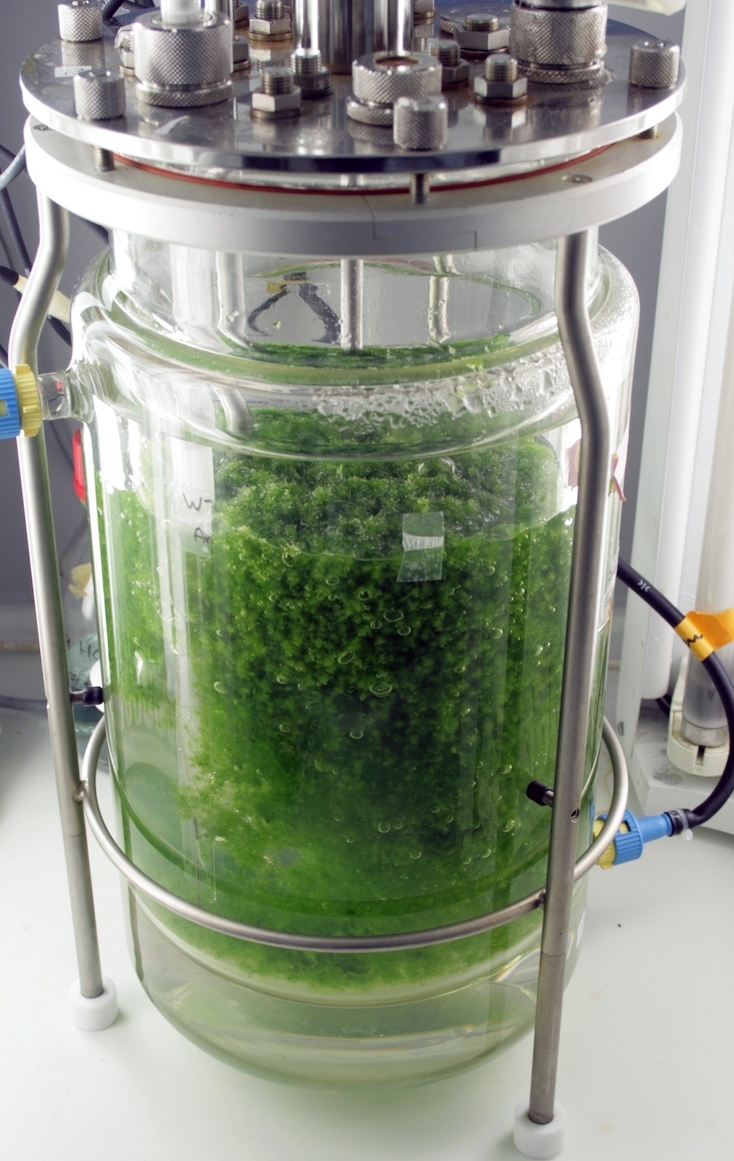
In diesem Moosbioreaktor wird das Sumpf-Torfmoos Sphagnum palustre kultiviert

## Herstellung von Biopharmazeutika
In Moosbioreaktoren mit Physcomitrella patens wurden bereits verschiedene Biopharmazeutika hergestellt. Hierbei kann das rekombinante Protein im Optimalfall aus dem Kulturmedium aufgereinigt werden. Ein Beispiel hierfür stellt Faktor H dar: Dieses Molekül ist Bestandteil des humanen Komplementsystems, ein Defekt des entsprechenden Gens führt zu verschiedenen Nieren- und Augenerkrankungen. Biologisch aktiver, rekombinanter Faktor H wurde Anfang des Jahres 2011 erstmals in Moosbioreaktoren hergestellt. Das Enzym α-Galactosidase A darf nach der Genehmigung durch das Bundesinstitut für Arzneimittel und Medizinprodukte in Moosbioreaktoren hergestellt werden, für eine klinische Studie, die analysiert, ob die Krankheit Morbus Fabry mit dieser Enzymersatztherapie effizienter gelindert werden kann. Die Klinische Phase 1-Studie wurde 2017 abgeschlossen.